# بوروی
بوروی (به فارویی: Borðoy; دانمارکی: Bordø) جزیره ای در شمال شرقی جزایر فارو است. نام آن به معنای «جزیره سردر» است. در این جزیره هشت شهرک وجود دارد، از جمله کلاکسویک (Klaksvík) که دومین شهر بزرگ جزایر فارو است.